# Jason Behr
Jason Nathaniel Behr (Minneapolis, 30 december 1973) is een Amerikaans acteur. Hij werd voor zijn rol als Max Evans in de televisieserie Roswell in zowel 2000 als 2001 genomineerd voor een Saturn Award. In 1998 maakte hij zijn filmdebuut met een naamloos bijrolletje in Pleasantville, waarna hij te zien was in onder meer horror-remake The Grudge, het Nieuw-Zeelandse The Tattooist en boekverfilming Senseless.
Behrs acteerloopbaan begon in 1994 met één à twee afleveringen lange bijrolletjes in televisieseries als Step by Step, JAG, Profiler, en Buffy the Vampire Slayer. Ook speelde hij in 1996 voor het eerst in een televisiefilm, getiteld Alien Nation: Millennium. Nadat Behr in 1998 als naamloos personage in Pleasantville debuteerde op het witte doek, volgde in 2004 zijn eerste hoofdrol in de romantische komedie Happily Even After.
Behr trouwde in november 2006 met actrice KaDee Strickland.

## Filmografie
*Exclusief televisiefilms
- Senseless (2008)
- Frost (2008)
- The Tattooist (2007)
- D-War (2007)
- Skinwalkers (2006)
- Shooting Livien (2005)
- Man of God (2005)
- The Grudge (2004)
- Happily Even After (2004)
- The Shipping News (2001)
- Rites of Passage (1999)
- Pleasantville (1998)

## Televisieseries
*Exclusief eenmalige gastrollen
- Breakout Kings – Damien Fauntleroy (5 afleveringen, 2012)
- Roswell – Max Evans (61 afleveringen, 1999–2002)
- Dawson's Creek – Chris Wolfe (6 afleveringen, 1998–1999)
- Push – Dempsey Easton (5 afleveringen, 1998)
- Step by Step – Larry (2 afleveringen, 1994)

- Biblioteca Nacional de España: XX4671802
- Bibliothèque nationale de France: cb15036047k (data)
- International Standard Name Identifier: 0000 0001 1780 6623
- Library of Congress Control Number: no00005109
- Nationale Bibliotheek van Tsjechië: pna2006338095
- Nederlandse Thesaurus van Auteursnamen: 317742930
- Système universitaire de documentation: 157134962
- Virtual International Authority File: 119929470
- WorldCat: E39PBJmHDYRXTrFMvfjxKPFkDq